# انتون موناخوف
انتون موناخوف (انگلیسی: Anton Monakhov؛ زادهٔ ۳۱ ژانویهٔ ۱۹۸۲) بازیکن فوتبال اهل اوکراین است.
از باشگاه‌هایی که در آن بازی کرده‌است می‌توان به باشگاه فوتبال کریفباس کریفیی ریه، باشگاه فوتبال متالورگ زاپروژیا، باشگاه فوتبال اسپارتاک مسکو، باشگاه فوتبال تاوریا سیمفروپول، باشگاه فوتبال الیستا، و باشگاه فوتبال فورسکلا پولتاوا اشاره کرد.
وی همچنین در تیم‌های ملی فوتبال Ukraine national under-17 football team, Ukraine national under-18 football team، و Ukraine national under-19 football team بازی کرده‌است.